# Тюхтедамово
Тюхтедамово — деревня в Николо-Горском сельском округе Пречистенского сельского поселения Первомайского района Ярославской области России. 

## География
Деревня расположена у реки Безымянка (притока Соти).

## История
Согласно Спискам населенных мест Ярославской губернии по сведениям 1859 года казённая и владельческая деревня Тюхтедомово относилась к 1 стану Любимского уезда Ярославской губернии. В ней числилось 36 дворов, проживало 38 мужчин и 81 женщина.

## Население
| 2007 | 2010 |
| ---- | ---- |
| 3    | ↘0   |